# 吉田三郎 (東久留米市長)
吉田 三郎 (よしだ さぶろう、1928年1月25日 - 2014年6月19日)は、日本の政治家、税理士。東京都東久留米市長（2期）。

## 経歴
1928年、茨城県に生まれる。
1953年、中央大学法学部卒。吉田税務会計事務所の初代所長になり、事務所を吉祥寺から東久留米市へ移転させる。

### 1982年東久留米市長選挙
前市長の辞職に伴い実施された選挙で、ほかの新人2人を破って、初当選を果たした。
※当日有権者数：68,866人 最終投票率：47.53%（前回比：-1.94pts）
| 候補者名 | 年齢 | 所属党派 | 新旧別 | 得票数   | 得票率 | 推薦・支持 |
| -------- | ---- | -------- | ------ | -------- | ------ | ---------- |
| 吉田三郎 | 54   | 無所属   | 新     | 15,582票 | 48.1%  | -          |
| 洞雞馨   | 70   | 無所属   | 新     | 9,293票  | 28.7%  | -          |
| 矢野修   | 70   | 無所属   | 新     | 7,553票  | 23.3%  | -          |

### 1986年東久留米市長選挙
自民党、公明党、民社党の推薦を得て、共産党推薦の新人を大差で破って、再選を果たした。
※当日有権者数：-人 最終投票率：38.68%（前回比：-8.85pts）
| 候補者名 | 年齢 | 所属党派 | 新旧別 | 得票数   | 得票率 | 推薦・支持                     |
| -------- | ---- | -------- | ------ | -------- | ------ | ------------------------------ |
| 吉田三郎 | -    | -        | 現     | 19,385票 | 68.3%  | 自由民主党・公明党・民社党推薦 |
| 横田襄   | -    | -        | 新     | 8,998票  | 31.7%  | 日本共産党推薦                 |

1990年の市長選挙には立候補しなかった。
2000年、勲五等旭日双光章受章。2014年に死去。86歳没。